# Thomas Boyle
Thomas Boyle (29 de junio de 1775 - 12 de octubre de 1825), fue un capitán y corsario estadounidense de origen irlandés, como capitán de la goleta Comet y el clíper Chasseur, fue uno de los corsarios de Baltimore más exitosos durante la Guerra Anglo-estadounidense de 1812. Sirvió brevemente en la Armada de los Estados Unidos durante la misma guerra.

## Biografía
Nacido en Marblehead, Massachusetts, Boyle se hizo a la mar a los 10 u 11 años de edad. En 1794, trasladó su base de operaciones a Baltimore, Maryland .

### Carrera temprana
A los 17 años, comandó varios barcos para el comerciante nacido en Baltimore, John Carrere, incluido el Vigilant . En 1792, comandó la goleta Hester, propiedad de Carrere. En abril de 1808, fue nombrado capitán y comandante del 51.º de Baltimore. Regimiento, pero luego renunció para tomar el mando de Comet.

### Guerra Anglo-estadounidense de 1812

#### Comet

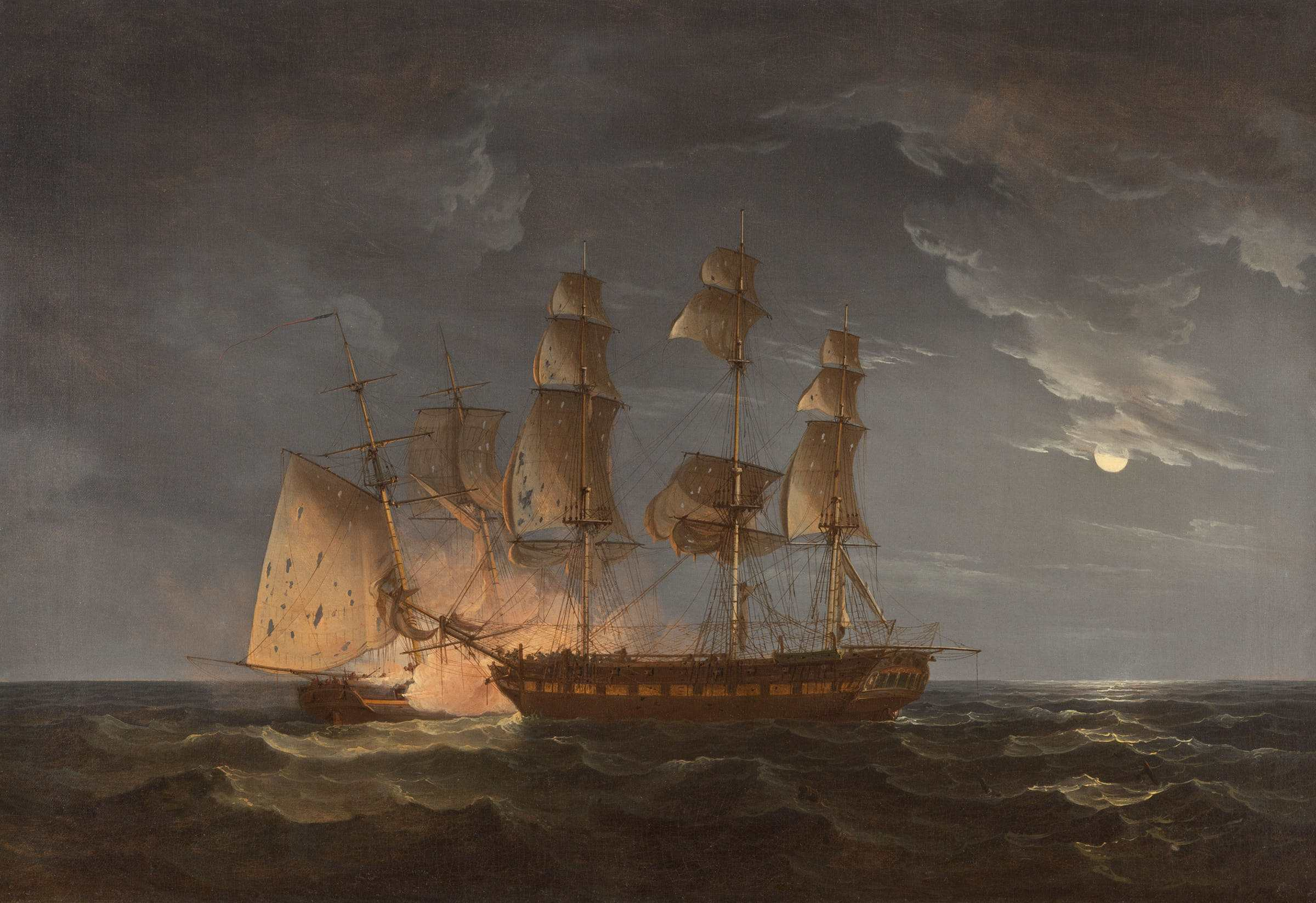
El barco corsario Comet luchando con el Hibernia, 1814.

Poco después de que comenzara la Guerra de 1812, Boyle asumió el mando del barco corsario Comet y durante su primera expedición, realizada en las Indias Occidentales entre el 11 de julio y el 7 de octubre de 1812, capturó cuatro barcos. En su segundo crucero partió de Baltimore el 25 de noviembre de 1812 y navegó a lo largo de la costa brasileña. Aunque hizo cinco capturas, su segundo viaje fue un desastre financiero porque los cruceros británicos recuperaron las cinco capturas. El 17 de marzo de 1813, Boyle se deslizó más allá del bloqueo británico en la bahía de Chesapeake .
Durante la primavera de 1813, la Royal Navy reforzó su control sobre el Chesapeake y bloqueó el escape de los corsarios de Baltimore. Comet y otros dos corsarios fueron contratados por la Marina para patrullar y observar los movimientos británicos, y Boyle aceptó una orden como capitán de vela en la Marina de los Estados Unidos el 16 de abril de 1813. Su breve carrera en la Marina duró solo hasta el 8 de septiembre de 1813, cuando comenzó a preparar el Comet para su tercer viaje como corsario.
El 29 de octubre de 1813, él y su barco atravesaron el bloqueo con mal tiempo. Durante ese crucero a las Indias Occidentales, Boyle y su tripulación capturaron 20 premios antes de regresar a los Estados Unidos en Beaufort, Carolina del Norte, el 19 de marzo de 1814.

#### Chasseur
Boyle dejó el Comet en Beaufort y se dirigió al norte a Baltimore y de allí a la ciudad de Nueva York, donde tomó el mando del barco corsario Chasseur, del cual era copropietario. El corsario intentó hacerse a la mar el 24 de julio, pero los buques de guerra británicos lo obligaron a esperar cuatro días frente a Staten Island .
Una vez en el mar, Boyle puso rumbo a las islas británicas a través de los grandes bancos de Terranova. El crucero duró tres meses y obtuvo 18 premios antes de regresar a Nueva York el 24 de octubre. Durante sus muchas hazañas en el viaje, Boyle tuvo la valentía de proclamar un bloqueo en todo el Reino Unido. Su proclamación fue publicada en el Lloyd's Coffee House en Londres :

PROCLAMACIÓN:

Considerando que, Se ha convertido en costumbre entre los almirantes de Gran Bretaña, al mando de pequeñas fuerzas en la costa de los Estados Unidos, particularmente con Sir John Borlaise Warren y Sir Alexander Cochrane, declarar toda la costa de dichos Estados Unidos en un estado de estricta y riguroso bloqueo sin poseer poder para justificar tal declaratoria o estacionar una fuerza adecuada para mantener dicho bloqueo;
Por lo tanto, en virtud del poder y la autoridad que se me han conferido (que poseo la fuerza suficiente), declaro todos los puertos, puertos, bahías, arroyos, ríos, ensenadas, salidas, islas y costas del Reino Unido de Gran Bretaña e Irlanda en estado de estricto y riguroso bloqueo.
Y declaro además que considero adecuada la fuerza bajo mi mando para mantener estricta, rigurosa y eficaz dicho bloqueo.
Y por la presente exijo a los respectivos oficiales, ya sean capitanes, comandantes u oficiales al mando, bajo mi mando, empleados o por emplear, en las costas de Inglaterra, Irlanda y Escocia, que presten estricta atención a la ejecución de esta mi proclamación. .
Y por la presente advierto y prohíbo a los barcos y embarcaciones de todas y cada una de las naciones en amistad y paz con los Estados Unidos que entren o intenten entrar, o que vengan o intenten salir de cualquiera de dichos puertos, muelles, bahías, arroyos, ríos, ensenadas, desagües, islas o costas bajo cualquier pretexto. Y para que nadie alegue ignorancia de esta mi proclama, he ordenado que se haga pública en Inglaterra.
Dado bajo mi mano a bordo del Chasseur.
THOMAS BOYLE
Por orden del oficial al mando.

J. J. STANBURY, Secretario.
THOMAS BOYLE

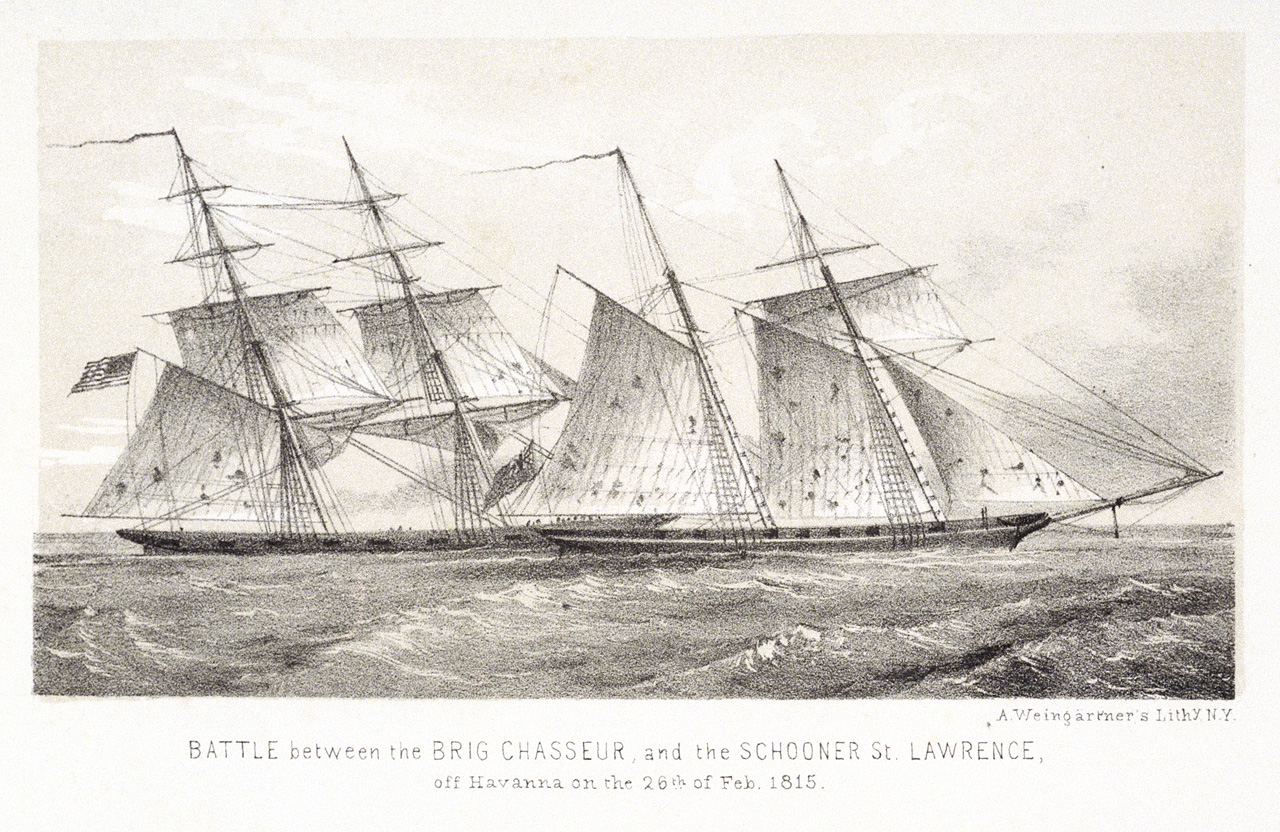
El Chasseur capturando al HMS St Lawrence, grabado por Adam Weingartner

Los comerciantes británicos se alarmaron, las tarifas de envío y seguros se dispararon y la Royal Navy desvió 14 balandras de guerra y tres fragatas para patrullar las costas norte y oeste de Inglaterra. A su regreso a Baltimore, el Chasseur fue aclamada como "El orgullo de Baltimore".
Boyle pasó los siguientes dos meses preparándose para su quinto y último viaje de corsario. El 24 de diciembre, el Chasseur se hizo a la mar y tomó rumbo hacia las Indias Occidentales. Allí, se llevó una sucesión de premios capturados. El 25 de febrero de 1815, persiguió lo que parecía ser un buque costero débilmente armado pero que resultó ser un crucero de la Royal Navy. Sin desanimarse, Boyle corrió al ataque y, después de una fuerte pelea de 15 minutos, capturó al HMS St Lawrence. Fue herido durante la captura y concluyó su última expedición en Baltimore el 18 de marzo de 1815.
Se estimó que Boyle se benefició en un rango de $30,000 dólares como corsario durante la Guerra de 1812.
Como comandante del Chassuer, el capitán Boyle puso un énfasis significativo en los simulacros. Su tripulación practicó una y otra vez el manejo de las velas y el manejo de los cañones, lo que valió la pena durante numerosos enfrentamientos con los barcos enemigos.

### Carrera tardía
Después de la guerra, Boyle volvió al servicio mercantil entre Baltimore y los puertos de las Indias Occidentales y América del Sur. Boyle también fue uno de varios capitanes de 1812 que se dedicaron al corso bajo cartas de marca durante las Guerras de Independencia Hispanoamericanas.
Boyle murió en el mar a bordo del segundo barco bautizado como Chasseur en ruta desde Alvarado, México a Filadelfia, Pensilvania.

## Homónimo y honores
"Boyle Street" en el sur de Baltimore (se cruza con Fort Avenue y Key Highway ) recibe su nombre en honor a Thomas Boyle.
El destructor USS Boyle (DD-600) recibió su nombre por Thomas Boyle. Fue inaugurado en 1942 y patrocinada por la Sra. Margaret A. Glascock, bisnieta de Thomas Boyle.

## Otras lecturas
- Maclay, Edgar Stanton, A history of American privateers, Capítulo V: Capitán Thomas Boyle, 1899
- Statham, Edward Phillips, Privateers and privateering, J. Pott, Nueva York, 1910
- Chidsey, Donald Barr, The American Privateers, Dodd, Mead & Company, Nueva York, 1962

- Datos: Q7787804